# Fernando Villaamil
Fernando Villaamil Fernández-Cueto (Serantes, Asturias, 23 de noviembre de 1845 – Santiago de Cuba, 3 de julio de 1898) fue un marino de guerra español.
Se destacó por ser el creador del concepto moderno de destructor naval, al diseñar y promover la construcción del Destructor, considerado el primer buque de este tipo en la historia marítima. Además, estuvo al mando de la corbeta Nautilus durante su circunnavegación entre 1886 y 1888, primera vuelta al mundo realizada por un buque-escuela de la Armada Española.
Villaamil murió en combate durante la batalla naval de Santiago de Cuba el 3 de julio de 1898, al mando del destructor Furor, durante la Guerra hispano-estadounidense, en lo que se conoce como el Desastre del 98.

## Infancia y juventud
Fernando Villaamil nació en la casa solariega de su apellido, en la parroquia de Serantes perteneciente entonces al Concejo de Castropol y actualmente al de Tapia de Casariego, y a escasa distancia del Mar Cantábrico. Tercero de los hijos de Fermín Villaamil, un abogado que gastó todo su patrimonio en interminables pleitos y una agitada vida política, hubo de vivir en su adolescencia el proceso de decadencia y pérdida de la casa y todas sus posesiones. Parece que aquella debacle, que daba al traste con una historia familiar de casi mil años, le marcó durante toda su vida, creándole respecto a su tierra natal un complejo sentimiento en el que pesaban tanto el amor como la amargura.
Estudió náutica y matemáticas en Ribadeo, Oviedo y Madrid, logrando ingresar con solo 15 años en el Colegio Naval de San Fernando de la Armada, dando con ello comienzo a su carrera como marino. Fue destinado a Filipinas, desempeñando allí su primer mando de barco, y después a Puerto Rico, donde recibió su bautismo de fuego. A su regreso a España ocupó, siendo ya teniente de navío, plaza de profesor en la escuela naval flotante, a bordo de la fragata Asturias, anclada en Ferrol.

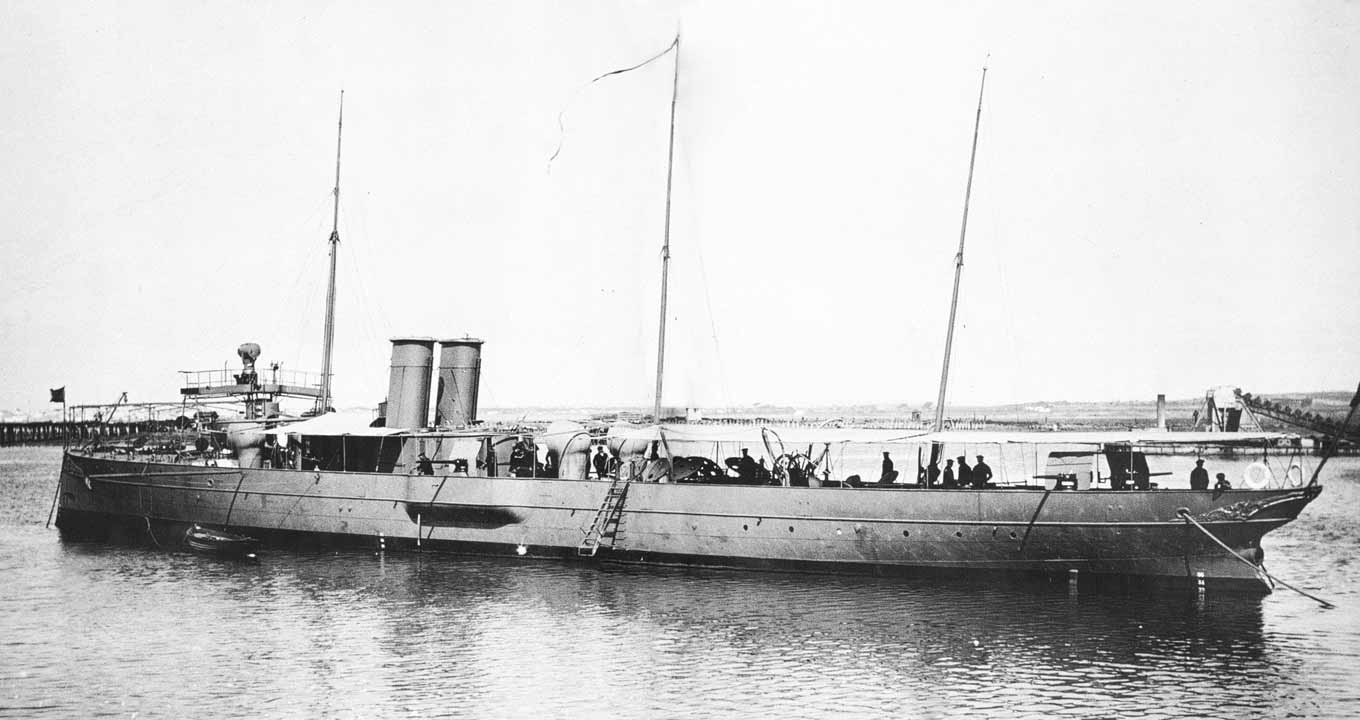
El contratorpedero Destructor.

## ElDestructor
En aquel tiempo era preocupación de las marinas la neutralización de la amenaza que presentaban los barcos torpederos, por lo que se empezó a trabajar en el diseño de buques rápidos que pudieran destruirlos. En la década de los 1880 se comenzaron a construir los primeros buques contratorpederos casi siempre en el Reino Unido, aunque algunos fueron por encargo de marinas extranjeras. En 1884 se construye el HMS Swift (TB81) y en 1885 se comienza el Kotaka para Japón, precursores de los destructores que vendrían después. 
Villaamil, que estaba muy a la cabeza en cuanto a tecnología naval, tuvo en cuenta estas ideas y desarrollos cuando, por encargo del ministro de Marina, diseñó un proyecto y solicitó a varios astilleros británicos propuestas de construcción de un nuevo buque contratorpedero. En 1885 fue elegida la presentada por los astilleros de James & George Thomson de Clydebank (Escocia) y el nuevo buque, bautizado Destructor fue entregado formalmente a la Armada española el 19 de enero de 1887 en medio de la expectación de todos los medios náuticos europeos y tomando el mando el propio Fernando Villaamil. Cinco días más tarde, el barco, que en las pruebas en mar había alcanzado una velocidad de 22,5 nudos, zarpó de Falmouth para España. Menos de 24 horas después el Destructor estaba frente a la costa gallega, habiendo hecho una media de 18 nudos a través de una mar muy mala. En un solo día, pues, todas las dudas sobre las cualidades marineras del nuevo barco quedaron despejadas para siempre, y Villaamil pudo sentirse plenamente orgulloso de su creación.
El diseño del Destructor influyó decisivamente en el de posteriores barcos construidos para otras Armadas, entre ellas la británica y a partir de entonces la reputación profesional de Villaamil alcanzó niveles internacionales. En España, además, Villaamil alcanzó fama y popularidad, y él y su Destructor se convirtieron en el centro de atención en todos los puertos que visitaron.

## La vuelta al mundo con laNautilus

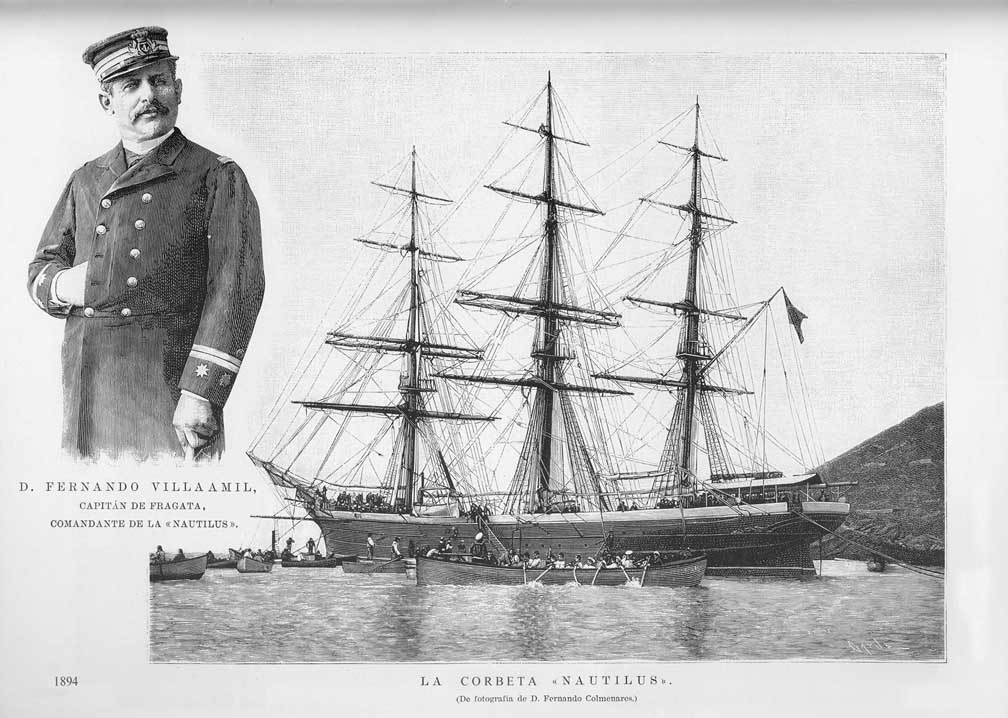
Imagen de Fernando Villaamil y la Nautilus.

En 1892 Villaamil logró que el ministerio de Marina aprobara, dentro de las celebraciones del IV centenario del descubrimiento de América, un proyecto largamente propugnado por él: un viaje de circunnavegación a vela, como aprendizaje de los guardiamarinas de la Armada. El 30 de noviembre, la corbeta Nautilus dejaba Ferrol con Villaamil al mando para dar la vuelta al mundo con una tripulación en la que eran mayoría los gallegos y asturianos, provistos de gaitas para endulzar la larga ausencia. Las Palmas, Bahía, Ciudad del Cabo, Puerto Adelaida, Sídney, Port Lyttelton, Valparaíso, Montevideo, San Juan de Puerto Rico, Nueva York, Plymouth y Brest fueron las principales escalas de aquel crucero, que terminó un radiante domingo día del Carmen de 1894 en La Concha de San Sebastián.
La vuelta al mundo con la Nautilus incrementó aún más la popularidad de Villaamil, a lo que contribuyó la publicación por su parte de la historia del viaje en un libro, Viaje de circunnavegación de la corbeta Nautilus, en el que relataba los acontecimientos de la navegación junto con sus reflexiones, principalmente sociales y económicas, sobre todo lo visto en las tierras visitadas. Especialmente estremecedoras resultan las palabras que escribió tras visitar los arsenales de la marina de guerra norteamericana en Filadelfia, en los que en diversos grados de armamento se encontraban dos acorazados y tres cruceros: Sin que yo pueda penetrar en los fines que se propone esta nación, [...] observo que en estos últimos años, de modo inesperado, dedica su atención y créditos a adquirir buques de guerra que representen la última expresión del adelanto de la arquitectura naval. Fernando Villaamil no podía saber entonces que el destino le reservaba una cita fatal, en el corto plazo de cuatro años, con aquellas impresionantes máquinas de guerra; cita en la que resultarían aniquilados él, muchos de sus compañeros de armas, todos sus barcos y las últimas posesiones del Imperio español.

## La Guerra hispano-estadounidense:el desastre del 1898
En 1898 Estados Unidos ordenó a su flota del Pacífico que se dirigiera a Hong Kong e hiciera allí ejercicios de tiro hasta que recibiera la orden de dirigirse a las Filipinas y a la isla de Guam. Tres meses antes se había decretado el bloqueo naval a la isla de Cuba sin que mediara declaración de guerra alguna.
El 15 de febrero explotó en el puerto de La Habana el acorazado Maine de Estados Unidos, que se hallaba en Cuba en una visita antidiplomática de provocación que no había sido anunciada previamente. La explosión fue provocada deliberadamente por sus propios tripulantes, que se encontraban en tierra en una fiesta ofrecida por los españoles a pesar del bloqueo naval y del insultante comportamiento estadounidense. Estados Unidos acusó a España de la explosión y casi de inmediato declaró la guerra con efectos retroactivos al comienzo del bloqueo. Las tropas de Estados Unidos rápidamente arribaron a Cuba. 
El 1 de mayo, la flota del Pacífico de Estados Unidos se enfrentó en batalla naval a la flota española de Filipinas. En aquel momento muy pocos creían que un país como Estados Unidos, que hasta aquel momento no había tenido Armada ni había librado nunca una guerra fuera de sus fronteras, pudiese derrotar a la Armada española, considerada una de las mejores del mundo. Sin embargo, el elemento sorpresa, las naves nuevas y los planes específicos previamente organizados favorecieron a los Estados Unidos, la escuadra española de Filipinas fue totalmente destruida en el llamado desastre de Cavite.
En España se decidió el envío a Cuba de otra flota de la Armada, al mando del almirante Pascual Cervera Topete. La flota estaba formada por los cruceros acorazados Cristóbal Colón, Infanta María Teresa, Vizcaya y Almirante Oquendo, así como tres contratorpederos o destructores: Terror, Furor y Plutón. El Terror tuvo que quedar en Puerto Rico por una avería, donde llegaría a combatir contra los cruceros auxiliares USS St. Paul y USS Yosemite. 
A priori, el rango de Fernando Villaamil (capitán de navío, categoría inmediatamente inferior al de contraalmirante) no encajaba de forma evidente dentro de la organización y la cadena de mando de los distintos tipos de barcos que componían la flota, por lo que de haberlo deseado hubiera podido quedarse en España. Sin embargo, prefirió unirse a la flota de Cervera al mando de la escuadrilla de cazatorpederos o destructores, formada por el Furor, el Terror y el Plutón. Fernando Villaamil estaba considerado uno de los mejores expertos mundiales en este tipo de barcos, creados por él mismo.
Estados Unidos, por su parte, envió dos flotas a Cuba bajo el mando del almirante Sampson. En su conjunto, ambas flotas eran claramente superiores militarmente a la española. Sin embargo, tenían la prohibición de enfrentarse por separado a la escuadra española, pues esta estaba considerada una de las mejores flotas de su tiempo.
Pese a las soflamas lanzadas por la prensa española y el ánimo exaltado de la clase política, que unánimemente esperaba una aplastante victoria militar frente a Estados Unidos; el almirante Cervera, Fernando Villaamil y muchos marinos españoles eran plenamente conscientes de que se enfrentarían a un enemigo claramente superior, con el consiguiente sacrificio inútil de las fuerzas navales españolas y las vidas de cientos de hombres.
A su llegada a Cuba, la flota española permaneció atracada en el puerto de Santiago evitando el combate en mar abierto con las flotas norteamericanas. Cervera estaba convencido de la imposibilidad de su escuadra de mantener un enfrentamiento directo con los americanos, dada la manifiesta inferioridad de sus barcos, y se resistía a salir de la seguridad del puerto. 
Parece ser que Villaamil propuso realizar incursiones rápidas con sus ágiles y veloces destructores, atacando puertos de la costa Este de los Estados Unidos (Nueva Orleans, Miami, Charleston, Nueva York o Boston) para forzar así a gran parte de la escuadra estadounidense a volver para defender sus propias costas. De este modo, se habrían igualado las fuerzas navales de ambos contendientes en Cuba. Seguro que pesó en la postura de Villaamil el conocimiento de que el puerto de Nueva York carecía prácticamente de defensas militares, hecho que hace notar en su libro Viaje de circunnavegación de la corbeta Nautilus. De una u otra forma, estos planes no fueron ejecutados, tal vez por la oposición del almirante Cervera, que optó porque todos los buques permaneciesen en puerto.
De este modo, la flota española permaneció atracada en el puerto de Santiago de Cuba, situación que fue estratégicamente aprovechada por la flota estadounidense, que se sitúo ante la angosta bocana del puerto de Santiago esperando la salida de la escuadra española. El puerto de Santiago pasó de ser un refugio para la flota española, para convertirse en una auténtica ratonera, ya que la estrecha bocana del puerto sólo permitía a los barcos salir de uno en uno, mientras toda la flota estadounidense esperaba fuera. En esta situación Villamil propuso lanzar un ataque nocturno por sorpresa con torpedos con los dos destructores que le quedaban (el Terror había sufrido averías antes de llegar a Santiago de Cuba, por lo que regresó a Puerto Rico). Pero su idea fue nuevamente desestimada.
Esta situación se mantuvo hasta que el 2 de julio de 1898 el capitán general Ramón Blanco y Erenas ordenó a Cervera abandonar el puerto ante la inminente ocupación de la ciudad por las fuerzas terrestres americanas y el consiguiente peligro de captura de los barcos. En ese momento, toda la flota estadounidense esperaba ya ante la angosta bocana del puerto de Santiago la salida de la escuadra española.

## La batalla de Santiago: el fin
Cervera, convencido de la inferioridad material de su flota, pensaba que si salía al combate en mar abierto, perdería todos sus buques y hombres.
El jefe de Estado Mayor de la Escuadra de Cervera, el Capitán de Navío Joaquín Bustamante propuso al Almirante una salida nocturna escalonada para evitar la pérdida total de la escuadra, pero al igual que la propuesta de Villaamil, la idea fue desestimada.
Cervera decidió salir a primeras horas del día siguiente, el 3 de julio, navegando hacia el oeste y pegado a la costa para salvar el mayor número de vidas posibles. Esta decisión era, militarmente hablando, la peor de todas las posibles, pues probablemente una salida nocturna o en un día de mal tiempo hubiese sido más adecuada. Además, la estrechez del canal de salida del puerto obligó a los barcos a salir de uno en uno.
Siguiendo las órdenes especificadas por Cervera, los buques españoles zarparon en orden decreciente de tamaño y potencia de fuego. Así, la escuadra española salió de puerto encabezada por el buque insignia Infanta María Teresa (en el cual se encontraba embarcado el almirante Cervera). A continuación salieron el Vizcaya, el Cristóbal Colón y el Almirante Oquendo, que se alejaron intercambiando disparos a larga distancia. Todos dejaron el puerto a intervalos demasiado largos y siguiendo la misma ruta. 
Cervera dirigió a su buque insignia, Infanta María Teresa hacia el buque estadounidense más cercano, el USS Brooklyn. Al observarlo el Comodoro Schley, que se encontraba a bordo del Brooklyn, ordenó que este diera media vuelta y se alejara para evitar un hipotético intento de espoloneamiento. Al comprobar que el Infanta María Teresa no intentaba dicha maniobra, sino huir, ordenó al Brooklyn regresar a la posición original, momento en el cual estuvo a punto de colisionar con el USS Texas. 
Los buques americanos pudieron rodear y cañonear todos a la vez al Infanta María Teresa, que fue atacado en desigual batalla de un único buque contra una escuadra entera. 
A continuación, los estadounidenses hicieron fuego sobre el Almirante Oquendo.
Los últimos barcos en abandonar el puerto fueron los pequeños y rápidos destructores de Villaamil, Furor y Plutón, que se hundieron rápidamente tras ser alcanzados por el potente fuego de la flota estadounidense. Se cree que Villaamil habría muerto intentando subir a la torreta del cañón de proa del destructor Furor para disparar contra los estadounidenses. 
Una vez hundidos los destructores, la escuadra americana persiguió al Vizcaya hasta acribillarlo.
El Cristóbal Colón, la unidad más rápida y moderna de la flota española, se alejaba a toda máquina. Y hubiera quizá escapado, hasta que se le agotó el carbón inglés de alta calidad y debió proseguir viaje con carbón cubano, de inferior calidad. Esto le hizo perder sustancialmente velocidad y la ventaja obtenida hasta el momento. Pese a que no recibió grandes daños gracias a su blindaje, su comandante, al ver que no podía escapar, decidió embarrancarlo. (Hay que decir que los americanos pensaron que la actitud del Cristóbal Colón de huir sin siquiera combatir era debida a la cobardía; sólo después de la batalla supieron que el barco estaba desarmado, no había recibido su artillería principal y por lo tanto poco podía hacer).
Los grandes cruceros, tras ser alcanzados por el fuego enemigo aguantaban bastante tiempo a flote antes de hundirse. Todos ellos se dirigieron hacia la costa para embarrancar, por lo que todos sus mandos y muchos de sus oficiales y marineros sobrevivieron a la batalla.

## La muerte de Fernando Villaamil

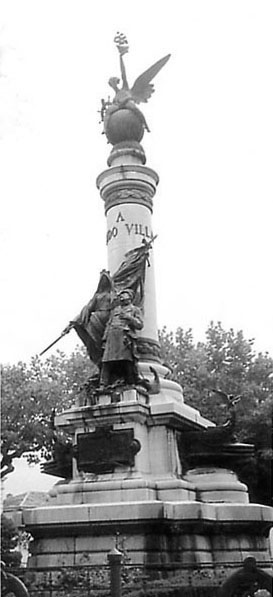
Monumento erigido en 1911 a Fernando Villaamil en el parque de Castropol, Asturias.

Por el contrario, los pequeños destructores se hundieron poco después de ser alcanzados. Fallecieron la práctica totalidad de sus tripulantes, incluido Villaamil, que de este modo fue el militar de mayor graduación caído en la batalla. Los cadáveres de Fernando Villaamil y de la mayoría de los tripulantes de su barco nunca fueron recuperados.

## Consecuencias
La escuadra española sin su armamento totalmente instalado y probado, sorprendida en este intento, fue enviada a una guerra perdida de antemano por unos dirigentes políticos que conocían la superioridad del enemigo, pero optaron por no enfrentarse a una población que había sido convencida del triunfo por una prensa irresponsable y sensacionalista y que no habría permitido que el ejército no actuara ante un ataque contra el territorio nacional (Cuba, no era considerada una Colonia, sino una provincia más del país). El almirante Cervera y sus subordinados estaban resignados a ir a una guerra perdida en la que probablemente morirían.
La decisión de Cervera de salir a pleno día y pegado a la costa sólo se explica desde el punto de vista humanitario (reducir el número de víctimas en la batalla). Lo cual presupone que Cervera daba por perdida la batalla antes de iniciarla. Esta forma de pensar coincide con su decisión inicial de evitar enfrentarse a la escuadra estadounidense y esperar resguardado en el puerto. Esta decisión de esperar en puerto resultó, además de inocente, indudablemente errónea y contraproducente, pues de todos modos tuvo que acabar enfrentándose a la flota norteamericana, pero en una situación infinitamente más desventajosa que en una batalla en mar abierto, al tener que salir del puerto de uno en uno. Además, la distancia entre unos barcos y otros fue excesiva, y resulta bastante discutible el orden que eligió de salida de los barcos. 
A pesar de los esfuerzos de Fernando Villaamil, los destructores fueron incorrectamente usados en la batalla.
Santiago de Cuba se rindió el 16 de julio. Cifras conservadoras estiman los fallecidos en la campaña, que culminó con la toma de Santiago, en alrededor de 600 por la parte española, 250 por la estadounidense y 100 por la cubana. Pero los cubanos no fueron tratados como se merecían, ya que a pesar de que la guerra fue ganada, principalmente por el apoyo de los mambises, el general estadounidense Shafter impidió la entrada victoriosa de los cubanos en Santiago de Cuba bajo el pretexto de «posibles represalias».
Finalizada la guerra y destruida totalmente la Armada española, existía el temor de que Estados Unidos atacara con fuerzas navales plazas costeras como San Sebastián, Bilbao, Santander, Gijón, La Coruña, Ferrol, Vigo, Cádiz, Málaga, Cartagena, Alicante, Valencia, Tarragona o Barcelona. Afortunadamente, estos ataques nunca se produjeron. Pero si Fernando Villaamil hubiera atacado Nueva York (aunque habría sido de forma más simbólica que dañina, dada la escasa potencia de fuego de sus pequeños destructores), estos ataques vengativos probablemente habrían tenido lugar. Sin embargo, es evidente que el alto mando estadounidense desde los inicios tenía el teatro de guerra focalizado en el ámbito de sus posibilidades y ventajas comparativas de aquel momento.
En julio de 1911 se inauguró en Castropol un notable monumento a la memoria de Villaamil, obra del escultor Cipriano Folgueras y cuya inscripción había sido redactada por Menéndez y Pelayo. El monumento se erigió por suscripción popular encabezada por la Reina Regente Dª María Cristina.